# Kalia Upazila
Kalia Upazila är ett underdistrikt i Bangladesh. Det ligger i den centrala delen av landet, 110 km sydväst om huvudstaden Dhaka.
Trakten runt Kalia Upazila består till största delen av jordbruksmark. Runt Kalia Upazila är det tätbefolkat, med 709 invånare per kvadratkilometer.